# Entoconcha mirabilis
Genre
Synonymes
- Helicosyrinx Baur, 1864[2]

Espèce
Synonymes
- Entoconcha parasita Baur, 1864
- Helicosyrinx parasita Baur, 1864[2]

Entoconcha mirabilis est la seule espèce du genre Entoconcha.

## Distribution
L'espèce est présente dans l'océan Atlantique nord,.